# Mildenhall (Wiltshire)
Pour la ville dans le Suffolk, voir Mildenhall.
Mildenhall (ˈmaɪnəl) est un village de la haute vallée de la Kennet voisin par l'est de Marlborough, dans le Wiltshire. La paroisse regroupe trois communes - le village de Mildenhall, et les hameaux de Poulton et de Stitchcombe.

## Histoire
Le nom de ce village vient du vieil anglais, bien que le site ait été habité depuis la Conquête romaine, alors que l'oppidum de Cunetio contrôlait un carrefour important. Les vestiges de cette forteresse ne sont plus visibles du sol, mais apparaissent distinctement sur les photographies aériennes. On y a découvert en 1978 un ensemble de monnaies romaines, le « trésor de Cunetio. » Le nom de la Kennet, qui arrose Mildenhall, proviendrait de ce nom romain, qu'on retrouve sur les armoiries du village.
La colonie britto-romaine de Cunetio, abandonnée vers 450, fut réoccupée au cours de la période anglo-saxonne : un diplôme promulgué entre 803 and 805 par le Roi de Wessex le mentionne comme Mildanhald : dans la langue de l'époque, hald désigne un terrain, qui est donc propriété d'un certain Milde ou Milda. Le nom de ce village réapparaît dans le Domesday Book (1086) sous la forme Mildenhalle ; depuis, le nom a connu de nombreuses variantes dans l'orthographe et la prononciation.

## Édifices

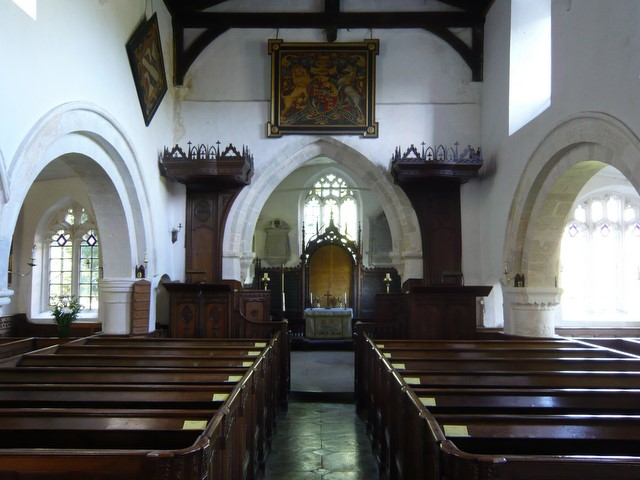
L'interieur de l'église Saint-Jean Baptiste.

L'église Saint Jean le Baptiste est antérieure à la conquête normande: certaines  parties de la tour sont indubitablement d'époque saxonne. Cependant, l'essentiel de l'édifice actuel ne remonte qu'au XIIIe siècle. En 1816, la décoration intérieure a été refaite par les villageois. Les stalles de buis, les cathèdres jumelées et le lutrin sont d'une facture remarquable.
John Betjeman décrit Saint-Jean Baptiste comme une église d’un roman de Jane Austen. Simon Jenkins l’a recensée parmi les England's Thousand Best Churches. Aujourd’hui, la paroisse Saint-Jean Baptiste est membre de la congrégation de Marlborough.
Le village possède un pub, le Horseshoe Inn. Jusqu'à une date récente, il y avait encore un bureau de poste et une épicerie. La mairie a été construite en 1988. Mildenhall organise une fête à la mi-septembre, et célèbre aussi le Guy Fawkes day.